# Tschingellochtighorn
Tschingellochtighorn är en bergstopp i Schweiz.   Den ligger i distriktet Frutigen-Niedersimmental och kantonen Bern, i den sydvästra delen av landet, 60 km söder om huvudstaden Bern. Toppen på Tschingellochtighorn är 2 735 meter över havet, eller 140 meter över den omgivande terrängen. Bredden vid basen är 0,96 km.
Terrängen runt Tschingellochtighorn är huvudsakligen mycket bergig. Närmaste större samhälle är Sierre, 17,6 km söder om Tschingellochtighorn. 
Trakten runt Tschingellochtighorn består i huvudsak av gräsmarker. Runt Tschingellochtighorn är det glesbefolkat, med 18 invånare per kvadratkilometer.